# 齋藤寿幸
齋藤 寿幸（さいとう としゆき、1973年10月1日 - ）は、ボイスワークス所属のフリーアナウンサー。名古屋テレビ放送（メ〜テレ）の元アナウンサー。東京都出身。血液型O型。大田区立大森第三中学校、東京都立雪谷高等学校、明治学院大学法学部法律学科卒業。名字は、媒体によっては斎藤あるいは斉藤という表記が用いられることもある。

## 来歴
大学卒業後、1998年4月に名古屋テレビ（以下メ〜テレ）に入社。
メ〜テレのサッカー中継ではメインの実況アナウンサーである。AFCチャンピオンズリーグ2009の名古屋グランパスホームゲームはメ〜テレが制作したため、齋藤の実況がBS朝日、テレ朝チャンネルを通して全国に中継された。
2013年10月に異動、2014年6月末でメ〜テレ退社。以後、東京に戻りフリーアナウンサーとして活動。

## 出演番組

### 現在
- サッカーリーガ・エスパニョーラ中継（WOWOW、実況、2014年8月 - ）
- 羽鳥慎一モーニングショー（テレビ朝日、リポーター、2015年10月 - ）
- Bリーグ中継（リーグ制作の公式映像）
- BOXING RAISE

### 過去

#### メ〜テレ時代
- どですか! （土曜芸能コーナー担当 → 平日芸能コーナー担当）
- スポケン! （ナレーター）
- メ〜テレライブ BOMBER-E（MC）
- スポーツ中継（駅伝、Jリーグ、ラグビー、バスケットボールなど）
- ドラゴンズ倶楽部
- 情報ライブ トゥー・ユー!
- 速報!甲子園への道 （朝日放送制作、1999年、東海3県の担当）
- TRYあんぐる（『齋藤ノススメ』担当）
- メ〜テレワイドスーパーJチャンネル（『齋藤ノススメ』担当）
- メ〜テレナイト ロノの魂
- アップ! （『齋藤ノススメ』担当）
- モバちゅー 爆笑惑星サバ〜イ!（ナレーター）
- メ〜テレNEWS（不定期）

#### フリー転身後
- モーニングバード（テレビ朝日、リポーター、2014年10月 - 2015年9月）